# Perrunichthys perruno
Perrunichthys perruno — єдиний вид роду Perrunichthys родини Пласкоголові соми ряду сомоподібні. Інша назва «леопардовий сом». Наукова назва походить від іспанського слова perruno, тобто «ікла», та грецького слова ichthys — «риба».

## Опис
Завдовжки сягає 60 см. Голова велика, сплощена. Морда витягнута. Очі помірно великі, розташовані у верхній частині голови. Рот широкий, верхня щелепа трохи довша за нижню. Є 3 пари вусів, з яких 1 пара на верхній щелепі є дуже довгою, 2 пари на нижній щелепі — короткі. Тулуб подовжений, масивний. Спинний плавець високий, помірно довгий, з 2 жорсткими променями. Грудні плавці подовжені, трикутної форми. Черевні плавці поступаються розмірами останнім. Жировий плавець довгий, помірно високий. Анальний плавець з короткою основою та 1 жорстким променем. Хвостовий плавець розділено, лопаті широкі, верхня дещо довша за нижню.
Забарвлення сіре, з контрастними темно-коричневими або навіть чорними плямами, що проходять через усі плавці та вуса у вигляді переривчастої стрічки. Плямами також вкрито спину й боки. Черево має білувато-кремовий колір.

## Спосіб життя
Це демерсальна риба. Воліє до прісних водойм. Полюбляє невелику течію і стоячу воду. Вдень ховається в скелястих ущелинах або під камінням. Цей сом активний у присмерку та вночі. Живиться рибою.

## Розповсюдження
Мешкає в озері Маракайбо — в межах Венесуели та Колумбії.

## Утримання в акваріумах
Для утримання потрібен великий акваріум від 300 л. Оскільки це великий хижак, утримувати треба поодиноко або з представниками родів Oxydoras, Pterodoras, Megalodoras. Необхідний потужний фільтр для створення течії. Вибагливий до якості води, тому потрібна щотижнева її часткова заміна. Параметри води — температура 22-26 °C, рН 5,8-7,5, твердість 1-15°.